# Agustín Redondela
Agustín Redondela (Madrid, 29 de octubre de 1922 - Madrid, 4 de abril de 2015) fue un pintor español, de formación prácticamente autodidacta y considerado uno de los más originales paisajistas españoles del siglo XX.

## Biografía y obra
Nací hijo de pintor, predestinado a ser pintor, en el hogar de José González y Adela Alonso, su segundo y último hijo. Mi madre murió siendo yo muy pequeño, y mi padre se casó con Julia, hermana de mi madre, también viuda con una hija, Teresa. Mi padre, que es una gran persona, ha tenido el humor de casarse tres veces.
Redondela se formó junto a su padre, el pintor y escenógrafo José González Redondela, trabajando con él como ayudante en la creación de decorados, primero en Madrid y luego en San Sebastián. Finalizada la guerra civil regresaron a Madrid, donde Agustín asistió a clases nocturnas en la Escuela de Artes y Oficios con el paisajista José Ordóñez. Decidió no entrar en la Escuela de Bellas Artes, para poder seguir ayudando en el negocio familiar. En 1945 envió un cuadro a la Exposición Nacional de Bellas Artes firmado con el seudónimo heredado de su padre (Redondela), que ya siempre conservará.
A finales de aquel año presentó su primera exposición individual en la Galería Estilo de Madrid y vendió un pequeño paisaje, que adquirió el entonces director del diario "Informaciones" Víctor de la Serna. 
En esa época entró en contacto con los miembros de la Escuela de Madrid, grupo un tanto ficticio en el que siempre se le ha incluido, si bien la obra de Redondela difiere de la de los maestros Benjamín Palencia y Daniel Vázquez Díaz, y de la de sus compañeros de generación -algunos de ellos entrañables amigos: Cirilo Martínez Novillo, Luis García-Ochoa, Juan Guillermo, Francisco San José, Álvaro Delgado y Menchu Gal, componentes medulares de dicha "Escuela de Madrid".
En 1947 la Academia Breve de Crítica de Arte de Eugenio d’Ors le seleccionó para exponer en el Salón de los Once. Al año siguiente se casó con Julia Murcia. En 1954 ganó una beca de la Catherword Foundation de Filadelfia. En esa década, Redondela recibió el Premio Nacional de Pintura, en 1953, y una primera medalla nacional, en 1957.
A lo largo de su vida compaginó la pintura con la elaboración de escenografías, de estilo naturalista, para obras como Caperucita asusta al lobo, de Jacinto Benavente; La muralla, de Joaquín Calvo Sotelo; Un día de abril, de Dodie Smith; o El amor de los cuatro coroneles, de Peter Ustinov. Ilustrador también de una lujosa edición del Viaje a La Alcarria de Camilo José Cela. Alicante, 1978. Rembrandt Ediciones.
Uno de sus más cercanos admiradores, el poeta y crítico de arte José Hierro, escribió en 1979: Redondela pinta lo que ya no ve... No pinta el paisaje que ama, sino su amor al paisaje.
En 1996, la Real Academia de San Fernando le concedió el premio «José González de la Peña». Finalmente, con más de treinta exposiciones individuales y otras cincuenta colectivas, alcanzó el cenit de su carrera en 1998, cuando el Centro Cultural de la Villa de Madrid le dedicó una Exposición Antológica.
Falleció en Madrid, a los 92 años de edad.